# Grand Lodge of British Freemasonry in Germany
Die Grand Lodge of British Freemasonry in Germany wurde in ihrer frühesten Form 1957 gegründet und ist ein Zusammenschluss „regulärer“ Freimaurerlogen. Diese Großloge gehört zu den Vereinigten Großlogen von Deutschland (VGLvD).
Diese Großloge war, wie die American Canadian Grand Lodge, ursprünglich eine Militärloge für die Angehörigen der alliierten Streitkräfte und wurde 1957 in Westdeutschland als Distrikt der Großloge A.F. & A.M. gegründet. 1959 wurde der Distrikt zu einer Provinzialloge angehoben und nannte sich seit 1971 Grand Land Lodge. 1982 erhielt sie ihren heutigen Namen und den Status einer eigenständigen Großloge. Die Arbeitssprache ist Englisch, verwendet wird das auch in England gebräuchliche Emulation Ritual. Die Logen der GL BFG arbeiten in englischer Tradition mit auswendig gelernten Ritualtexten. Einzige Ausnahme bildet die 2013 neu gegründete, in Münster (NRW) ansässige Kurt Tucholsky Lodge No. 1060, die das Emulation Ritual in deutscher Sprache bearbeitet.
Seit einigen Jahren entwickelt sich die Großloge zu einem internationalen Zusammenschluss von Freimaurern. Zurzeit sind Mitglieder aus mehr als 19 Nationen vertreten. Neben den „resident members“ in Deutschland, sind einige „country members“ auf der ganzen Welt vertreten. Die der Grand Lodge of British Freemasonry nicht verbundenen Masonic Orders (Mark, Royal Arch Chapter) bearbeiten fast alle Rituale der Englischen Freimaurerei. Aktuell arbeiten unter der GL BFG 19 Logen (Stand 2025), schwerpunktmäßig in Nordrhein-Westfalen und Niedersachsen, aber auch in Hamburg, München, Berlin und in der Nähe von Frankfurt am Main.

## Großmeister der GL BFG
einschließlich ihrer Vorläufer:
District Master (British Lodge District)
- 1957  A J Lawlor MBE †
- 1957  J A K Bland †
- 1958  C L C Mason †
- 1959  R G Holmes MBE, MM, Silver Award of Merit, OSM †

Provincial Grand Master (Provincial Grand Lodge)
- 1959–1963  R G Holmes MBE, MM, Silver Award of Merit, OSM †
- 1963–1967  J P Railton Award of Honour †
- 1967–1968  L L A Wheatley-Perry OBE, Pkm, OSM †
- 1968–1971  B P Jackson Award of Honour, OSM

Grand Master (Grand Land Lodge)
- 1971       B P Jackson Award of Honour, OSM
- 1971–1974  J G Chapman Award of Honour, OSM †
- 1974–1977  L J Sharp Award of Honour, Silver Award of Merit, Pkm, OSM †
- 1977–1980  W D J Heath-Smith TD, Award of Honour, Pkm, OSM †

Grand Master (Grand Lodge)
- 1980       W D J Heath-Smith TD, Award of Honour, Pkm, OSM †
- 1980–1983  A Settle Award of Honour, Pkm, OSM †
- 1983–1985  A Bruce Award of Honour, OSM
- 1985–1988  C J Bayfield Award of Honour †
- 1988–1991  W A Spencer Award of Honour †
- 1991–1994  W L Muise Award of Honour, Pkm, OSM †
- 1994–1997  R L Davies OBE, Award of Honour, OSM †
- 1997–2000  D F Gale Award of Honour, OSM
- 2000–2003  N R J Woodhouse Award of Honour, OSM
- 2003–2006  M A Cooper Award of Honour, OSM
- 2006–2009  F T Colbran Award of Honour, OSM
- 2009–2012  J B  Gibson BEM
- 2012–2015  A W Wainwright
- 2015–2018  A B Beardmore
- 2018–2021  G V Edmonds OSM
- seit 2021  J D Stevens PKM